# Lycaena lulu
Lycaena lulu är en fjärilsart som beskrevs av Mathew 1889. Lycaena lulu ingår i släktet Lycaena och familjen juvelvingar. Inga underarter finns listade i Catalogue of Life.